# Francisco Antonio Cebrián Valdá
Francisco Antonio Cebrián Valdá, španski rimskokatoliški duhovnik, škof in kardinal, * 19. februar 1734, San Felipe, † 10. februar 1820.

## Življenjepis
23. julija 1797 je bil imenovan za škofa Orihuele in oktobra istega leta je prejel škofovsko posvečenje.
10. julija 1815 je bil imenovan za patriarha antilske Zahodne Indije.
23. septembra 1816 je bil povzdignjen v kardinala.